# Де Кро, Александр
Александр Де Кро (нидерл. Alexander De Croo; род. 3 ноября 1975, Вилворде, Бельгия) — бельгийский государственный и политический деятель и экономист, представитель фламандского сообщества, премьер-министр Бельгии с 1 октября 2020 по 3 февраля 2025 года.

## Биография
Родился 3 ноября 1975 года в Вилворде в провинции Фламандский Брабант. Один из двух детей Франсуазы Деген (Françoise Desguin) и государственного и политического деятеля Хермана Де Кро, члена Федерального парламента Бельгии с 1968 года и спикера Палаты представителей Федерального парламента в 1999—2007 годах.
В 1993 году поступил в нидерландскоязычный Брюссельский свободный университет (VUB), который окончил в 1998 году со степенью по деловому инжинирингу. В 2002 году поступил в Северо-Западный университет, расположенный в северном пригороде Чикаго в США. В 2004 году получил степень магистра делового администрирования (MBA) в Школе менеджмента имени Келлога Северо-Западного университета.
С 1999 года работал в Boston Consulting Group. В 2006 году основал свою компанию Darts-ip, специализирующуюся на предоставлении услуг профессионалам в области интеллектуальной собственности.
В 2009—2012 годах — лидер партии «Открытые фламандские либералы и демократы». В 2012—2020 годах был заместителем премьер-министра Бельгии. С 9 декабря 2018 по 1 октября 2020 года также занимал пост министра финансов Бельгии.
9 июня 2024 года после поражения партии «Открытые фламандские либералы и демократы» на парламентских выборах объявил, что уйдёт в отставку с поста премьер-министра после того, как будет сформирован новый кабинет.
В сентябре 2024 года Де Кро и король Филипп публично критиковали папу римского Франциска в связи с сексуальным скандалом вокруг католической церкви в Бельгии.

## Награды
- Великий офицер ордена Леопольда I (2019 год)[3]
- Большой крест ордена Короны (2024 год)[4]
- Большой крест ордена Оранских-Нассау (2023 год, Нидерланды)[5]
- Большой крест ордена Заслуг (2024 год, Люксембург)[6]
- Орден князя Ярослава Мудрого I степени (23 августа 2024 года, Украина) — за весомый личный вклад в укрепление межгосударственного сотрудничества, поддержку суверенитета и территориальной целостности Украины, популяризацию Украинского государства в мире[7]